# Izborsk
Izborsk (en ruso: Избо́рск; en estonio: Irboska) es una ciudad ubicada en el noroeste de Rusia, en el óblast de Pskov.  Izborsk contiene una de las más antiguas e impresionantes fortalezas de Rusia Occidental.
La ciudad se encuentra 30 km al oeste de Pskov y al este de la frontera con Estonia. Según la Crónica de Néstor, la ciudad se convirtió en asentamiento de uno de los hermanos del jefe varego Riúrik en el año 862.
La construcción aún existente de mayor antigüedad es la Torre Lúkovka (literalmente, "Torre Cebolleta"), edificada en 1330. En esa época, fue la única edificación de piedra construida al oeste de Pskov.

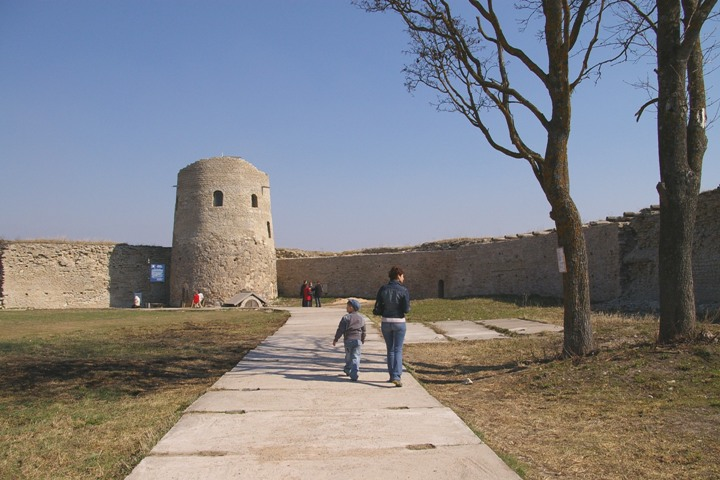
Interior de la fortaleza de Izborsk.